# North Eagle Butte
North Eagle Butte és una concentració de població designada pel cens dels Estats Units a l'estat de Dakota del Sud. Segons el cens del 2000 tenia 2.163 habitants.

## Demografia
Segons el cens del 2000, North Eagle Butte tenia 2.163 habitants, 638 habitatges, i 459 famílies. La densitat de població era de 65,8 habitants per km².
Dels 638 habitatges en un 45,8% hi vivien nens de menys de 18 anys, en un 27,9% hi vivien parelles casades, en un 31,5% dones solteres, i en un 27,9% no eren unitats familiars. En el 23,5% dels habitatges hi vivien persones soles el 6,6% de les quals corresponia a persones de 65 anys o més que vivien soles. El nombre mitjà de persones vivint en cada habitatge era de 3,24 i el nombre mitjà de persones que vivien en cada família era de 3,81.
Per edats la població es repartia de la següent manera: un 41,7% tenia menys de 18 anys, un 10,1% entre 18 i 24, un 28,7% entre 25 i 44, un 14,1% de 45 a 60 i un 5,4% 65 anys o més.
L'edat mediana era de 24 anys. Per cada 100 dones de 18 o més anys hi havia 95,5 homes.
La renda mediana per habitatge era de 21.701 $ i la renda mediana per família de 21.458 $. Els homes tenien una renda mediana de 19.886 $ mentre que les dones 20.156 $. La renda per capita de la població era de 8.175 $. Entorn del 37,5% de les famílies i el 39,1% de la població estaven per davall del llindar de pobresa.

## Poblacions més properes
El següent diagrama mostra les poblacions més properes.